# Jesús Barrio
Jesús Barrio Álvarez (Gijón, Asturias, España, 21 de octubre de 1916-Gijón, 3 de octubre de 2002) fue un futbolista y entrenador español.

## Clubes

### Como jugador
| Club                  | País   | Año       |
| --------------------- | ------ | --------- |
| Racing Club de Ferrol | España | 1937-1939 |
| R. D. Oriamendi       | España | 1939-1940 |
| Real Gijón            | España | 1940-1941 |

### Como entrenador
| Club                         | País   | Año            |
| ---------------------------- | ------ | -------------- |
| C. P. La Felguera            | España | 1954-1956      |
| Real Gijón                   | España | 1956-1958      |
| Real Avilés C. F.            | España | 1958-1959      |
| R. C. Deportivo de La Coruña | España | 1959-1961      |
| Real Gijón                   | España | 1961-1962      |
| U. D. Salamanca              | España | 1963-1964      |
| Melilla C. F.                | España | 1964           |
| Real Sporting de Gijón       | España | 1972 1973-1974 |